# Клонтарф (тауншип, Миннесота)
Клонтарф (англ. Clontarf) — тауншип в округе Суифт, Миннесота, США. На 2000 год его население составило 80 человек.

## География
По данным Бюро переписи населения США площадь тауншипа составляет 87,9 км², из которых 87,5 км² занимает суша, а 0,3 км² — вода (0,38 %).

## Демография
По данным переписи населения 2000 года здесь находились 80 человек, 32 домохозяйства и 22 семьи. Плотность населения — 0,9 чел./км². На территории тауншипа расположено 35 построек со средней плотностью 0,4 построек на один квадратный километр. Расовый состав населения: 98,75 % белых и 1,25 % приходится на две или более других рас. Испанцы или латиноамериканцы любой расы составляли 5,00 % от популяции тауншипа.
Из 32 домохозяйств в 31,3 % воспитывались дети до 18 лет, в 59,4 % проживали супружеские пары и в 31,3 % домохозяйств проживали несемейные люди. 31,3 % домохозяйств состояли из одного человека, при том 18,8 % из — одиноких пожилых людей старше 65 лет. Средний размер домохозяйства — 2,50, а семьи — 3,14 человека.
27,5 % населения — младше 18 лет, 8,8 % — в возрасте от 18 до 24 лет, 30,0 % — от 25 до 44, 20,0 % — от 45 до 64, и 13,8 % — старше 65 лет. Средний возраст — 36 лет. На каждые 100 женщин приходилось 116,2 мужчин. На каждые 100 женщин старше 18 приходилось 123,1 мужчин.
Средний годовой доход домохозяйства составлял 38 333 доллара, а средний годовой доход семьи — 40 625 долларов. Средний доход мужчин — 26 250 долларов, в то время как у женщин — 16 250. Доход на душу населения составил 15 617 долларов. За чертой бедности находились 15,8 % семей и 11,3 % всего населения тауншипа.